# Mabeyn

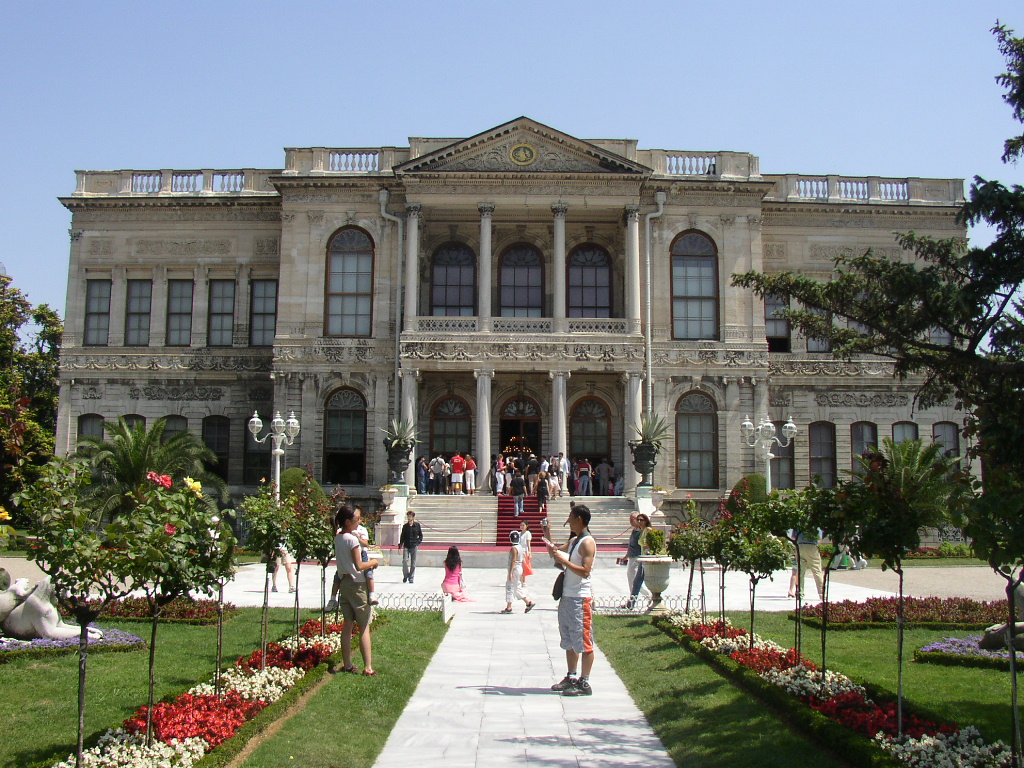
Außenansicht des Selamlık, auch bekannt als Mâbeyn-i Hümâyûn, vom Dolmabahçe-Palast

Als Mabeyn (arabisch ما بين mā bayn ‚Zwischenraum‘) oder auch Mabeyn Odası / مابين اوطه سى bezeichnete man den zwischen dem Harem und Selamlık befindlichen Teil der türkischen Häuser, zu dem unter Umständen auch Fremde Zutritt hatten.
Der Mâbeyn-i Hümâyûn / مابين همايون / ‚kaiserliches Mabeyn‘ war derjenige Teil des Palastes, in welchem der Sultan seine Beamten empfing und wo sich auch die türkische Hofkanzlei befand. Mabeynciler waren die Diener des Sultans, die mit einer Botschaft an die verschiedenen Würdenträger gesandt wurden.